# Bart de Ruiter
Bart de Ruiter (Amstelveen, 14 april 1966) is een Nederlands bassist en kleinkunstenaar.
De Ruiter verhuisde in 1985 naar Amsterdam waar zijn leven als bassist begon. Na enkele jaren studie (waaronder politicologie en het conservatorium) speelde hij met onder andere Fay Lovsky, Arthur Ebeling, JP den Tex, Freek de Jonge, Mieke Stemerdink, Marjan Luif, Sven Figee en Ellen ten Damme. Hij maakte deel uit van de band van televisieprogramma's zoals Het Klokhuis en Ischa Meijer, zat in de band Beeswamp en speelde in 2005 in de musical "de Jantjes".
Samen met Huub van der Lubbe en Jan Robijns richtte hij het dichtersgezelschap Concordia op. Daarmee toerde hij langs de Nederlandse theaters en festivals. Concordia bracht een boek en een cd uit, die De Ruiter produceerde. De cd werd een gouden plaat.
In 2007 toerde hij door het land met de musical "Doe Maar!", die 28 januari 2007 in première ging.
Hij treedt momenteel op met diverse artiesten op onder andere de (winter) Parade, schrijft en componeert teksten en muziek die te vinden zijn op MySpace en YouTube.